# Piiri (Piirissaare)
Piiri – wieś w Estonii, w prowincji Tartu, w gminie Piirissaare.